# アクスポ・ホールディング
アクスポ・ホールディング（Axpo Holding AG）はスイスのアールガウ州バーデンに本拠を構えるエネルギー企業である。最も収益の大きいスイス企業であり、2013年度の収益は66.7億スイスフラン（約7500億円）に上る。アクスポはチューリッヒ州を含むスイス北東部各州政府および州営公益企業が所有（出資比率36%）している。
アクスポは2002年にエネルギー事業者EGL AG（旧 Elektrizitätsgesellschaft Laufenburg AG）を買収し、2012年には出資比率を91%から100%に引き上げて合併した。
2013年9月にアクスポ・トレーディングの本社がラウフェンブルクからディーティコンに移転した。2013年10月には、アクスポとアールガウ州がトランスアドリアティックパイプラインの持分5%を保有することで支援を継続することを発表した。
アクスポはリンタールの揚水発電所に20億スイスフランを投資している。また、商業原子力発電所としては世界最古のベツナウ原子力発電所を所有・運営し、ゲスゲン原子力発電所の持分を25%保有している。